# Botriospilinos
Botriospilinos (Bothriospilini) é uma tribo de coleópteros da subfamília Cerambycinae.

## Sistemática
- Ordem Coleoptera
  - Subordem Polyphaga
    - Infraordem Cucujiformia
      - Superfamília Chrysomeloidea
        - Família Cerambycidae
          - Subfamília Cerambycinae
            - Tribo Bothriospilini
              - Gênero Bothriospila
              - Gênero Chlorida
              - Gênero Chrotoma
              - Gênero Coccoderus
              - Gênero Delemodacrys
              - Gênero Gnaphalodes
              - Gênero Knulliana
              - Gênero Ranqueles
              - Gênero Scapanopygus
              - Gênero Taygayba
              - Gênero Timbaraba